# Pavel Gregorić

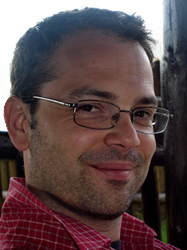
Pavel Gregorić

Pavel Gregorić (* 3. April 1972) ist ein kroatischer Philosoph und Philosophiehistoriker auf dem Gebiet der antiken Philosophie.

## Leben
Nach einem Diplom in Philosophie und Vergleichender Literaturwissenschaft 1996 an der Universität Zagreb wechselte Gregorić an das Merton College der Universität Oxford. Dort erwarb er 1998 einen BPhil und 2003 einen DPhil in Philosophie. Von 2000 bis 2003 war er zugleich Assistent am Department für Philosophie der Universität Zagreb, an dem er von 2003 bis 2006 Oberassistent, bis 2011 Assistant Professor und bis 2017 Associate Professor war. Seit 2017 ist er Senior Research Fellow am Institut za filozofiju („Institut für Philosophie“) in Zagreb, seit 2023 auf Lebenszeit. Forschungsaufenthalte führten ihn an die Central European University in Budapest (2005–2006), an das Exzellenzcluster Topoi der Humboldt-Universität zu Berlin (2008–2009 als Senior Fellow, 2009 erneut als Visiting Fellow) und an die University of California, Berkeley (2013). In den Jahren 2017 bis 2019 war er zudem Visiting Research Fellow an der Universität Göteborg.
Gregorić arbeitet vor allem zu Aristoteles und zu der pseudo-aristotelischen Schrift Über die Welt sowie zu Platon. In kroatischer Sprache hat er unter anderem eine Arbeit der hellenistischen Philosophie (Epikureismus, Stoizismus und Skeptizismus), weitere Epiktet und der Metaphysik des Theophrast gewidmet. Darüber hinaus hat er sich mit dem kroatischen Gelehrten Nikola Vitov Gučetić (1549–1610) und dessen Rezeption des Aristoteles beschäftigt.
Mit Katerina Ierodiakonou gründete er 2002 die Southeast-European Association for Ancient Philosophy (SEAAP).

## Schriften (Auswahl)
- Aristotle on the Common Sense (Oxford Aristotle Studies). Clarendon Press, Oxford 2007.
- mit George E. Karamanolis (Hrsg.): Pseudo-Aristotle: De Mundo (On the Cosmos). A Commentary. Cambridge University Press, Cambridge 2020.
- mit Jakob Leth Fink (Hrsg.): Encounters with Aristotelian Philosophy of Mind. Routledge, London / New York 2021.
- mit Gorana Stepanić (Hrsg.): Nicolaus Viti Gozzius: In Primum Librum Artis rhetoricorum Aristotelis Commentaria. Uses of Aristotle’s Rhetoric in the Late Renaissance. Brill, Leiden 2023.
- mit Šime Demo (Hrsg.): Nicolaus Viti Gozzius: Breve compendium in duo prima capita tertii De anima Aristotelis. A Critical Edition with Introduction and Indices. Brepols, Turnhout 2024.
- mit Martino Rossi Monti (Hrsg.): Renaissance Aristotelianism in Southeast Europe: Metaphysics, Scholarship, and Interactions with Platonism. Bloomsbury Academic, London 2025.